# Gilt
Ein Gilt oder gilt-edged security ist eine Staatsanleihe des britischen Staates. Für diese Staatsanleihen gibt es einen eigenen Markt, den sogenannten Gilt-Markt. Gehandelt werden die Gilts an der London Stock Exchange.
Gilts können in drei Formen ausgegeben werden. Die sogenannten klassischen Gilts sind Anleihen mit einem festen Zinssatz über die Laufzeit, deren Zins alle sechs Monate ausgezahlt wird. Etwa 75 % aller Gilts sind klassische Gilts. Daneben gibt es noch indexierte Gilts. Ihr Zinssatz ändert sich basierend auf dem UK Retail Prices Index. Die indexierten Gilts kamen 1981 auf den Markt. Seit 2021 werden grüne Gilts ausgegeben. Das dadurch gewonnene Kapital soll für Umwelt- und Klimaschutzmaßnahmen genutzt werden.